# Bernhard Stroh
Bernhard Stroh (* 20. August 1822 in Kirn, Rheinprovinz, Königreich Preußen; † 23. Juni 1882 in Wayne County, Michigan) war ein deutscher Brauer und Gründer der Lion’s Head Brewery, welche später als Stroh Brewery Company bekannt wurde.

## Biographie
Bernhard Stroh wurde im Jahr 1822 in Kirn an der Nahe geboren. Seine Eltern waren Georg Friedrich und Juliana Stroh (geb. Nonweiler). Er war das jüngste von drei Kindern. Seine Familie betrieb eine kleine Brauerei und Gaststätte. Hier lernte Stroh von seinem Vater das Brauhandwerk.
Er emigrierte während der deutschen Revolution in die USA. Dort nahm er für zwei Jahre eine Arbeit in der Barnitz Brewery in Harrisburg an. Während dieser Zeit lernte er Englisch und machte sich mit dem US-amerikanischen Braugeschäft vertraut. Im Herbst 1850 kam er auf seinem ursprünglich geplanten Weg nach Chicago nach Detroit und entschloss sich, dort zu bleiben.
1850 gründete er eine eigene Brauerei in der Catherine Street, die Lion’s Head Brewery (auch Lion’s Crest Brewery oder The Lion Brewing Company genannt). Den Löwe auf dem Firmenlogo wählte er als Erinnerung an das Wappen der Kyrburg in der Nähe seines Heimatortes. Der Löwe, das Wappentier der Wild- und Rheingrafen, ist noch heute Bestandteil des Firmenlogos. Er begann mit der Herstellung von Pilsener Bier, das erst wenige Jahre zuvor populär geworden war.
Im Zensus der Stadt Detroit aus dem Jahr 1852 wird Stroh’s Name als Bernard Straw angegeben. Es ist unklar, ob er seinen Namen bewusst anglizieren wollte oder ob dies auf die Zensusbeamten zurückzuführen ist.
Stroh verwendete kupferne Braukessel, was sein Bier leichter machte, dabei aber nicht den Geschmack beeinflusste. Während der ersten Jahre ging Stroh mit einem Karren von Tür zu Tür, um sein Bier zu verkaufen. Erst später konnte er sich Pferde und Wagen leisten.
Das Geschäft mit seiner Brauerei lief so gut, dass er nach einem Jahrzehnt nach Gründung ein Grundstück in der Nähe der Catherine Street kaufte und eine neue Brauerei errichten ließ, die im Jahr 1867 fertiggestellt wurde.
Stroh starb im Jahr 1882 in Wayne County im US-Bundesstaat Michigan. Er liegt auf dem Elmwood Cemetery in Detroit begraben.
Sein Sohn Bernhard Jr. übernahm die Leitung des Unternehmens.
Heute wird Stroh-Bier von der Pabst Brewing Company vertrieben.

## Familie
Bernhard Stroh heiratete am 28. März 1853 Eleonora Hauser (* 20. Februar 1833; † 13. Dezember 1868). Aus der Ehe gingen acht Kinder hervor, von welchen zwei früh verstarben:
- Bernhard Jr. (* 15. Juni 1854; † 1916)
- Julius (* 3. Februar 1856) ⚭ Hettie Melchers, 1883, Tochter von Julius Theodor Melchers
- Laura (* 14. Mai 1857; † 15. Dezember 1858)
- Cornelia „Nellie“ (* 1859)
- George Bernhard (* 5. April 1861)
- Emil (* 23. September 1862)
- Rose (* 2. September 1866)
- Robert (* 2. Juli 1868; † 3. Mai 1869)

Im Jahr 1870 heiratete Stroh Clothilde Welcker, mit der er bis zu seinem Tod 1882 verheiratet war.